# Ben Whittaker
Ben Whittaker (n. 10 octombrie 1989, Canberra, Australian Capital Territory, Australia) este un rugbist australian. A jucat pentru Western Force și Melbourne Rebels în Super Rugby și pentru echipa franceză Biarritz.
Poziția sa obișnuită de joc este taloneur⁠(d). Whittaker și-a făcut debutul în Super Rugby în sezonul Super 14 din 2009 împotriva echipei Lions, la Perth.